# Lumsden Hare
Lumsden Hare (27 aprile 1875 – Beverly Hills, 28 agosto 1964) è stato un attore, regista e produttore teatrale irlandese che lavorò a lungo a Hollywood prima come protagonista e poi come caratterista sin dai tempi del cinema muto.

## Filmografia

### Cinema
- Love's Crucible, regia di Émile Chautard (1916)
- As in a Looking Glass, regia di Frank Hall Crane (1916)
- The Test, regia di George Fitzmaurice (1916)
- Arms and the Woman, regia di George Fitzmaurice (1916)
- Envy, regia di Richard Ridgely (1917)
- Fascino del deserto (Barbary Sheep), regia di Maurice Tourneur (1917)
- The Seven Deadly Sins, regia di Theodore Marston e Richard Ridgely (1917)
- National Red Cross Pageant, regia di William Christy Cabanne (1917)
- The Light Within, regia di Laurence Trimble (1918)
- La valanga (The Avalanche), regia di George Fitzmaurice (1919)
- The Country Cousin, regia di Alan Crosland (1919)
- Mothers of Men, regia di Edward José (1920)
- The Blue Pearl, diretto da George Irving (1920)
- Children Not Wanted, regia di Paul Scardon (1920)
- The Frisky Mrs. Johnson, regia di Edward Dillon (1920)
- Thoughtless Women, regia di Daniel Carson Goodman (1920)
- The Education of Elizabeth, regia di Edward Dillon (1921)
- Sherlock Holmes, regia di Albert Parker (1922)
- On the Banks of the Wabash, regia di J. Stuart Blackton (1923)
- Second Youth, regia di Albert Parker (1924)
- One Way Street, regia di John Francis Dillon (1925)
- Fugitives, regia di William Beaudine (1929)
- Lo scorpione (Girls Gone Wild), regia di Lewis Seiler (1929)
- La guardia nera (The Black Watch), regia di John Ford (1929)
- Saluto militare (Salute), regia di John Ford (1929)
- Lotta d'aquile (The Sky Hawk), regia di John G. Blystone (1929)
- Crazy That Way, regia di Hamilton MacFadden (1930)
- So This Is London, regia di John G. Blystone (1930)
- Lotta di spie (The Great Impersonation), regia di Alan Crosland (1935)
- Shadow on the Stairs, regia di D. Ross Lederman (1941)
- La saga dei Forsyte (That Forsyte Woman), regia di Compton Bennett (1949)
- Le avventure di Capitan Blood (Fortunes of Captain Blood), regia di Gordon Douglas (1950)
- Giulio Cesare (Julius Caesar), regia di Joseph L. Mankiewicz (1953)

### Televisione
- Climax! – serie TV, episodio 2x17 (1956)
- Crossroads – serie TV, episodio 2x39 (1957)